# 硝酸酒精溶液

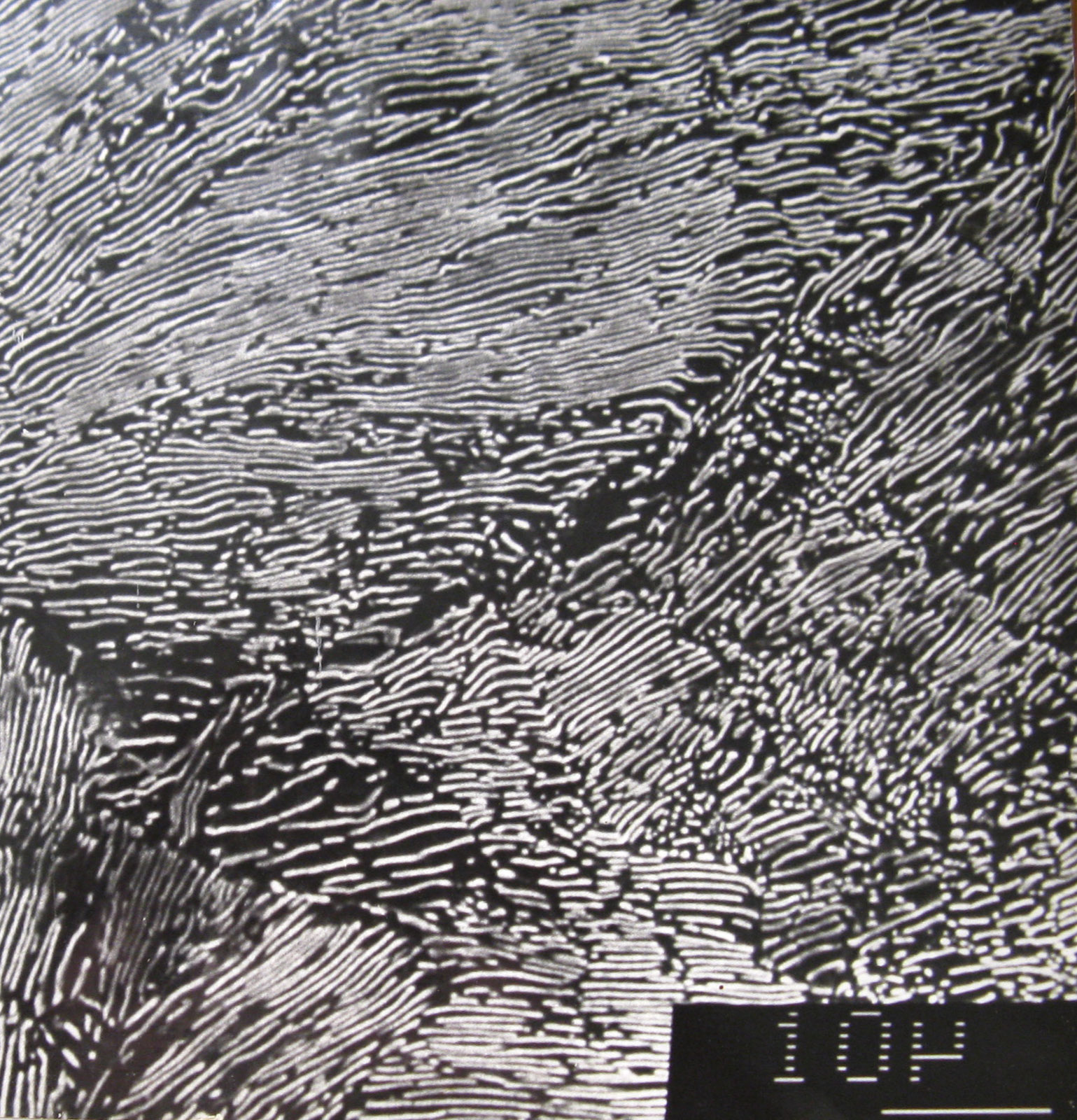
退火後共析鋼（0.8% C）中層狀珠光體的SEM顯微照片。使用硝酸酒精溶液蝕刻。

硝酸酒精溶液（英語：Nital）是硝酸和醇的混合溶液，通常用於金屬蝕刻。它特別適合用於顯示碳鋼的微結構。醇可以是甲醇或乙醇。
乙醇和硝酸的混合物具有潛在的爆炸性。儘管也可以形成硝酸乙酯，但這種情況通常會伴隨氣體逸出。若是甲醇不易爆炸，但仍然有毒。
硝酸酒精溶液如果硝酸濃度超過10%（質量濃度）就會爆炸。5%以上的溶液不應儲存在密閉容器中。即使在稀薄和寒冷的條件下，硝酸仍然充當氧化劑。